# 1979 у хокеї з шайбою
Нижче наведені хокейні події 1979 року у всьому світі.

## Головні події
На чемпіонаті світу в Москві золоті нагороди здобула збірна СРСР.
У фіналі кубка Стенлі «Монреаль Канадієнс» переміг «Нью-Йорк Рейнджерс».
В останньому сезоні Всесвітньої хокейної асоціації кубок АВКО здобув клуб «Вінніпег Джетс».
У кубку Виклику збірна СРСР грала проти збірної Національної хокейної ліги. Радянська команда перемогла у двох матчах та одного разу зазнала поразки (2:4, 5:4, 6:0). Кубок Виклику замінив традиційний «Матч усіх зірок НХЛ».

## Національні чемпіони
- Австрія: «Клагенфурт»

- Болгарія: «Левскі-Спартак» (Софія)
- Данія: «Воєнс» (Гадерслев)
- Італія: «Больцано»
- Нідерланди: «Фенстра Флаєрс» (Геренвен)
- НДР: «Динамо» (Берлін)
- Норвегія: «Фріск» (Аскер)
- Польща: «Подгале» (Новий Тарг)
- Румунія: «Динамо» (Бухарест)
- СРСР: ЦСКА (Москва)
- Угорщина: «Ференцварош» (Будапешт)
- Фінляндія: «Таппара» (Тампере)
- Франція: «Шамоні» (Шамоні-Мон-Блан)
- ФРН: «Кельнер»
- Чехословаччина: «Слован» (Братислава)
- Швейцарія: «Берн»
- Швеція: МоДо (Ерншельдсвік)
- Югославія: «Олімпія» (Любляна)

## Переможці міжнародних турнірів
- Кубок європейських чемпіонів: ЦСКА (Москва, СРСР)
- Турнір газети «Известия»: збірна СРСР
- Турнір газети «Руде Право»: збірна СРСР
- Кубок Шпенглера: «Крила Рад» (Москва, СРСР)
- Північний кубок: «Юргорден» (Стокгольм, Швеція)
- Кубок Татр: ВСЖ (Кошиці, Чехословаччина)
- Турнір газети «Советский спорт»: «Іжсталь» (Іжевськ), «Трактор» (Челябінськ), «Сокіл» (Київ), «Спартак» (Москва)[1]

## Народились
- 27 серпня — Бред Ліб, канадський хокеїст.
- 19 вересня — Мікаель Теллквіст, шведський хокеїст.